# Kenta Shimizu
Kenta Shimizu (清水 健太 Shimizu Kenta?, nacido el 18 de septiembre de 1981 en Chiba) es un futbolista japonés que se desempeña como guardameta.

## Trayectoria

### Clubes
| Club              | País  | Año         |
| ----------------- | ----- | ----------- |
| Kashiwa Reysol    | Japón | 2000 - 2005 |
| Montedio Yamagata | Japón | 2005 - 2014 |
| Kamatamare Sanuki | Japón | 2015 -      |

## Estadística de carrera

### J. League
| Club              | Año   | J. League | J. League | Copa J. League | Copa J. League | Total | Total |
| Club              | Año   | Part.     | Goles     | Part.          | Goles          | Part. | Goles |
| ----------------- | ----- | --------- | --------- | -------------- | -------------- | ----- | ----- |
| Kashiwa Reysol    | 2000  | 0         | 0         | 0              | 0              | 0     | 0     |
| Kashiwa Reysol    | 2001  | 0         | 0         | 0              | 0              | 0     | 0     |
| Kashiwa Reysol    | 2002  | 0         | 0         | 0              | 0              | 0     | 0     |
| Kashiwa Reysol    | 2003  | 3         | 0         | 1              | 0              | 4     | 0     |
| Kashiwa Reysol    | 2004  | 2         | 0         | 1              | 0              | 3     | 0     |
| Kashiwa Reysol    | 2005  | 0         | 0         | 0              | 0              | 0     | 0     |
| Montedio Yamagata | 2005  | 5         | 0         | -              | -              | 5     | 0     |
| Montedio Yamagata | 2006  | 43        | 0         | -              | -              | 43    | 0     |
| Montedio Yamagata | 2007  | 48        | 0         | -              | -              | 48    | 0     |
| Montedio Yamagata | 2008  | 42        | 0         | -              | -              | 42    | 0     |
| Montedio Yamagata | 2009  | 34        | 0         | 4              | 0              | 38    | 0     |
| Montedio Yamagata | 2010  | 32        | 0         | 0              | 0              | 32    | 0     |
| Montedio Yamagata | 2011  | 18        | 0         | 1              | 0              | 19    | 0     |
| Montedio Yamagata | 2012  | 42        | 0         | -              | -              | 42    | 0     |
| Montedio Yamagata | 2013  | 7         | 0         | -              | -              | 7     | 0     |
| Montedio Yamagata | 2014  | 16        | 0         | -              | -              | 16    | 0     |
| Kamatamare Sanuki | 2015  | 42        | 0         | -              | -              | 42    | 0     |
| Kamatamare Sanuki | 2016  | 42        | 0         | -              | -              | 42    | 0     |
| Kamatamare Sanuki | 2017  | 37        | 0         | -              | -              | 37    | 0     |
| Total             | Total | 413       | 0         | 7              | 0              | 420   | 0     |